# Dobrożyźń
Dobrożyźń – staropolskie imię żeńskie, złożone z członów Dobro- ("dobry, dobra") i -żyźń ("urodzajność, żyzność"). Por. Świętożyźń. Możliwe staropolskie zdrobnienia: Dobrosta, Dobruchna, Dobrusza, Dochna.
Dobrożyźń imieniny obchodzi 20 stycznia.